# Bezirk Kaunas
Der Bezirk Kaunas (litauisch Kauno apskritis) ist einer der zehn Verwaltungsbezirke im Zentrum Litauens, die ab 1994 die oberste Stufe der litauischen Gebietskörperschaften bilden. 
Er umfasst Teile der historischen Regionen Oberlitauen (Aukšaitija) und Suwalken (Suvalkija).
Von 1994 bis zum 30. Juni 2010 existierte die Bezirksleiterverwaltung (apskrities viršininko administracija).

## Verwaltungsgliederung
Der Bezirk Kaunas ist in acht Einheiten auf Gemeindeebene unterteilt. (Einwohner am 1. Januar 2006)

### Stadtgemeinde
- Stadtgemeinde Kaunas (360.627)

### Rajongemeinden
- Rajongemeinde Jonava (52.286)
- Rajongemeinde Kaišiadorys (36.523)
- Rajongemeinde Kaunas (85.093)
- Rajongemeinde Kėdainiai (64.020)
- Rajongemeinde Prienai (34.408)
- Rajongemeinde Raseiniai (42.691)

### Gemeinde
- Gemeinde Birštonas (5.265)

## Leitung
- Jonas Slavinskas
- Juozas Mikuckis
- Konstantinas Nekvedavičius
- Petras Kerpė
- Pranas Morkus
- Julius Čaplikas
- Kazimieras Matulevičius
- Vladas Sidaravičius
- Jurgis Glušauskas
- Vincas Paleckis
- 1995: Petras Mikelionis
- 1997: Kazys Starkevičius
- 2000: Giedrius Buinevičius
- 2001: Valentinas Kalinauskas
- 2004: Zigmantas Benjaminas Kazakevičius
- 2006: Romualdas Morkevičius